# Пръсти на крака
Пръстите на крака са вид пръсти, орган за движение при краката на хората и други животни. Хората имат по пет пръста на всеки крак, а костите им се наричат фаланги. Вродени заболявания, инциденти или ампутации могат да доведат до различен брой пръсти. Силата на мускулите се предава към пръстите с помощта на сухожилия.
Пръстите на краката помагат на хората при ходене придавайки баланс, равномерност на натоварването и тяга.